# سابوتسی نامهانا
سابوتسی نامهانا (به لاتین: Sabotsy Namehana) یک منطقهٔ مسکونی در ماداگاسکار است که در آنالامانگا واقع شده‌است. سابوتسی نامهانا ۵۷٬۳۶۳ نفر جمعیت دارد و ۱٬۳۴۹ متر بالاتر از سطح دریا واقع شده‌است.